# Dagu Glacier Gondola
De Dagu Glacier Gondola is een gondelbaan in het Chinese nationaal park Dagu-gletsjer. De gondelbaan ligt tussen het dalstation in een dalbekken op een hoogte van 3.617 m naar het bergstation op de Dagu-gletsjer op een hoogte van 4.843 m. Daarmee is de Dagu Glacier Gondola anno 2023 nog steeds de hoogste kabelbaan ter wereld.

## Locatie
De kabelbaan ligt ongeveer 40 km ten noordwesten van Luhua, hoofdstad van het arrondissement Heishui, in de autonome Tibetaanse & Qiang Prefectuur Ngawa en dus ongeveer 350 kilometer ten noordwesten van de provinciehoofdstad Chengdu in de provincie Sichuan. De baan is binnen het nationaal park bereikbaar met bussen, die 1.200 meter hoogteverschil afleggen op de reis van de ingang van het nationale park, zelf op een hoogte van ongeveer 2.400 m, door de bergen naar een dalbekken onder de Dagu-gletsjer.

## Beschrijving
Het dalstation ligt in een dalbekken op een hoogte van 3.617 m – zowel onder de boomgrens, als ver onder de sneeuwgrens, die op de omliggende noordelijke hellingen ongeveer 4.000 m ligt. De gondel loopt in één sectie over een hoogteverschil van 1.226 m naar het bergstation op 4.843 m hoogte. De gondels zijn ontworpen voor acht personen en hebben minder dan 10 minuten nodig om een tocht te maken. Het bergstation ligt op een vlak en breed gebied van de Dagu-gletsjer, waar veilig kleine wandelingen kunnen worden gemaakt. Een opvallende rots met het grote cijfer "4860" vormt een populair fotomotief.
Vanwege de ijle lucht op deze hoogte zijn zuurstofflessen en ademhalingsmaskers beschikbaar in de twee stations en in de gondels.

## Technische details
De Dagu Glacier Gondola is een eenkabelgondel gebouwd door Doppelmayr met een hellende lengte van 2.399 m en 20 steunen. De 36 afneembare gondels, elk voor 8 personen, doen er 9,4 minuten over om met een normale werksnelheid van 6,0 m/s (21,6 km/u) zich te verplaatsen. De transportcapaciteit is 800 personen per uur. De aandrijving bevindt zich in het dalstation, de spaninrichting voor het hijstouw bevindt zich in het bergstation.

## Geschiedenis
Doppelmayr kreeg de opdracht in april 2005 toegewezen. De montage begon in oktober 2006, maar moest in dezelfde maand worden stopgezet vanwege het slechte weer. Pas in juli 2007 konden de werkzaamheden worden voortgezet. Door talrijke weersgerelateerde onderbrekingen duurde de installatie tot 22 maart 2008, toen de lift kon worden overgedragen. De officiële inhuldiging vond plaats op 1 mei 2008.